# 3719 Karamzin
3719 Karamzin eller 1976 YO1 är en asteroid i huvudbältet som upptäcktes den 16 december 1976 av den ryska astronomen Ljudmila Tjernych vid Krims astrofysiska observatorium på Krim. Den är uppkallad efter den ryska författaren och historikern Nikolaj Karamzin.